# École forestière du Banco
 (décembre 2023).
 (décembre 2023).
Si vous disposez d'ouvrages ou d'articles de référence ou si vous connaissez des sites web de qualité traitant du thème abordé ici, merci de compléter l'article en donnant les références utiles à sa vérifiabilité et en les liant à la section « Notes et références ».

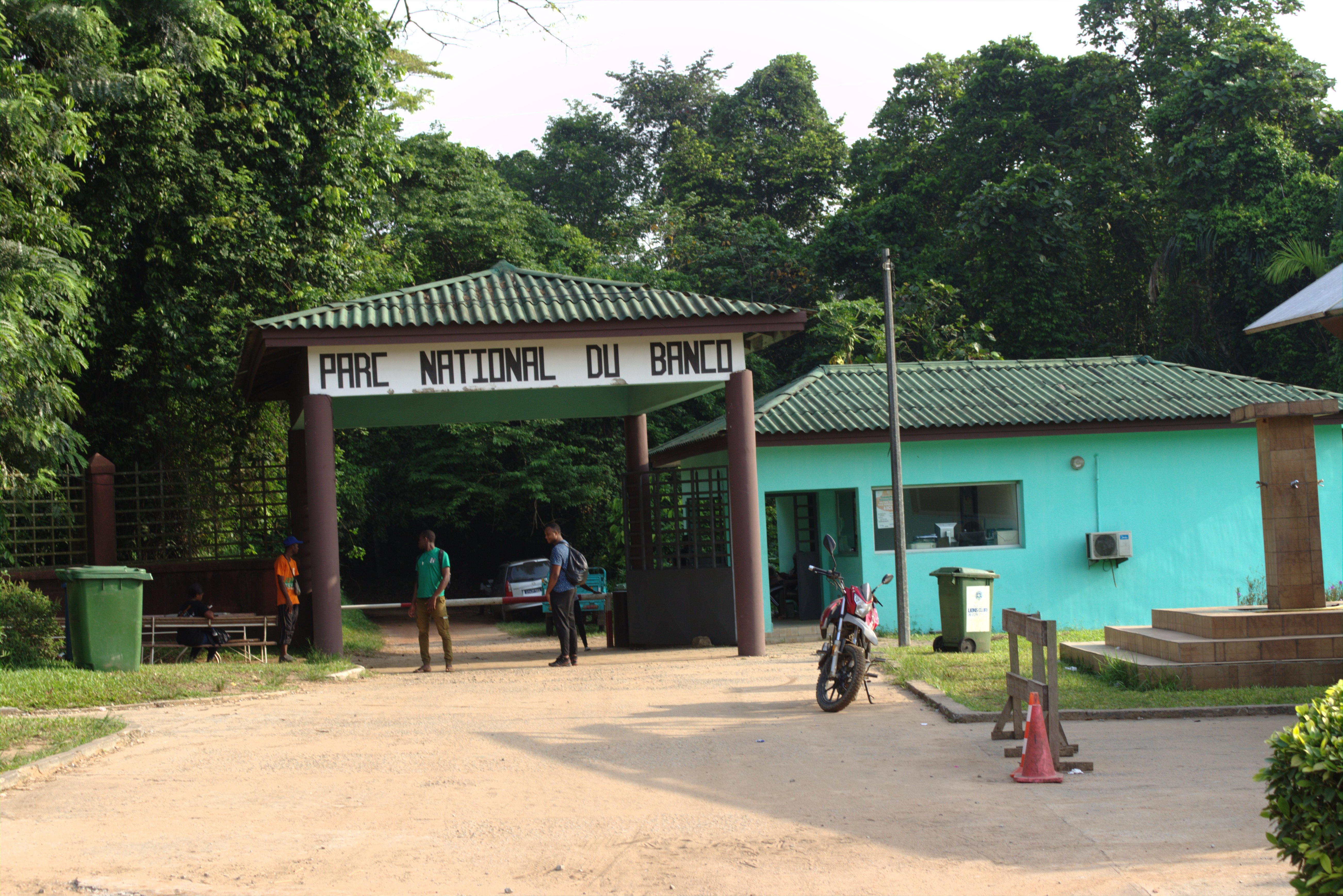
Portail pour l'accès à l'école

L’École forestière du Banco est fondée en 1938. Ce centre de spécialisation pour le Collège d'agriculture et le Centre de formation rurale option «Eaux et Forêts», est situé au cœur du Parc National du Banco, dans la ville d'Abidjan, en Côte d'Ivoire.

## Histoire
L'Ecole forestière du Banco a été créée à la même période que celle de Bouaké. Elle est située au cœur du Parc National du Banco et s'étend sur 12 hectares hors Arboretum (12,6 hectares créée en 1931 et comprenant 94 parcelles) et Station Piscicole.
Première école forestière de l’Afrique Occidentale Française (AOF), elle s’appelle alors “École Forestière de l’Afrique-Occidentale Française”. L'article 2 du Décret Général du 15 décembre 1940 stipule qu'elle a pour mission de « former des assistants forestiers pour les différentes colonies de la Fédération ». Ainsi, de 1938 à 1985, l'École forestière de Banco et celle de Bouaké ont formé de nombreux agents techniques des eaux et forêts. Cela marque la fin de l'annexion de l'École de Bouaké, la rendant ainsi autonome mais en étroite collaboration avec celle de la Banco et change de nom pour s'appeler École forestière du Banco. De plus, face à la nécessité de former des cadres intermédiaires pour la conservation du domaine forestier, de 1962 à 1973, l'École Forestière de Banco (école mère) fut chargée, seule, de la formation des surveillants des Eaux et des Forêts.
À la suite de la rénovation et de l’extension de l’École Forestière de Bouaké, la formation y a été déplacée en 1985. En 1992, le site rénové de l'École Forestière de Bouaké est réquisitionné pour la création de l'Université publique de ladite ville. Depuis cette réquisition, les formations en foresterie, en productions végétales et animales, ainsi que celles destinées aux techniciens et techniciens supérieurs en eaux et forêts, ont été réintégrées à l’École forestière du Banco.
A l'avènement de l'Institut national de formation professionnelle agricole (INFPA), la formation forestière s'est déroulée sur trois sites différents: l’École de la Faune et des Espaces Protégés (EFAP) de Bouaflé ; l’École forestière du Banco et l’École de Spécialisation en Pisciculture et Pêche en Eaux Continentales (ESPPEC) d'abord à Bouaké et actuellement à Tiébissou. 
L’École forestière du Banco forme des professionnels de Côte d’Ivoire ainsi que d’autres pays d’Afrique de l’Ouest. 

## Formations

### Formations diplômantes
1. BTS Agricole option foresterie et environnement[8];
2. Brevet de technicien supérieur Agricole option pisciculture et pêche;
3. Brevet de technicien Agricole option pisciculture et pêche.